# 笑組
笑組（えぐみ）は、落語協会・漫才協会に所属する日本の漫才コンビ。2005年までマセキ芸能社に所属していた。
1986年結成。2005年真打昇進。三代目古今亭志ん朝門下で、志ん朝死後は初代古今亭志ん五門下。お笑い第三世代に含まれる。出囃子は『犬のおまわりさん』。

## メンバー
かずお（本名：八木 一夫、1968年7月17日 - ）ツッコミ担当
東京都東村山市生まれ。豊南高等学校中退。当初は本名で芸能活動を行っていた。
ゆたか（本名：伊藤 豊、1968年9月11日 - ）ボケ担当
東京都荒川区生まれ。東京都立工芸高等学校卒業。内海ゆたお→ゆたお→ゆたかと芸名を変えている。

## 概要・芸風
内海好江門下の正統派漫才。トンボメガネの痩せたゆたか（ボケ役）と太目のかずお（ツッコミ役）で構成される。通常は寄席や浅草東洋館等に出演する。なお、デビュー当時はゆたかが太っていて、かずおが痩せていた。
主にテレビ番組（戦隊物、心霊特番、超能力、学園ドラマなど）をネタにすることが多く、番組の矛盾をつく内容が多い。近年は芥川龍之介『杜子春』やフランツ・カフカ『変身』など、文学作品を題材とした漫才を演じることが増えている。
師匠らから寄席のしきたりや三味線・端唄長唄などを叩き込まれており、三味線はライブで披露することもある。
近年は、ゆたかが漫才協会WEBサイトでの連載やネットラジオ（YouTube）を展開、2018年からYouTubeで笑組ゆたチャンネルを開設、現在もTwitterで情報発信を盛んに行っている。
浅草演芸ホール8月中席で毎年行われる住吉踊り連に2022年まで所属していた。

## ゆたかと伊集院光の関係
ゆたかと伊集院光は同じ荒川区西尾久の生まれで、ゆたかが1学年下である。小・中・高といずれも別の学校であるが、共に師匠の付き人として顔を会わせるようになる。同年代かつ、ゆたかの姉と伊集院は同じ足立新田高校に通っていたことなどから意気投合。1990年、ニッポン放送の平日帯 夜ワイド番組『三宅裕司のヤングパラダイス』が終了することになり、後番組のパーソナリティ オーディションの最終選考にゆたか（当時は内海ゆたお）と、『オールナイトニッポン』のパーソナリティを務めていた伊集院が残った。ゆたかが最終的に選ばれ『内海ゆたおの夜はドッカーン!』が開始したが、ゆたかが諸事情により11ヶ月で降板することになり『伊集院光のOh!デカナイト』が開始した。『Oh!デカ』ではゲストとして呼ばれることもあった。
その後、5年の歳月が経ち『Oh!デカ』が終了して、2ヶ月後に開始した『伊集院光の放課後の王様』にアシスタントとして、ゆたかが起用された。後番組の『伊集院光の怪電波発信基地』でも同様にアシスタントを務めた。同郷ということもあり、息の合った掛け合いを披露していた。

## 受賞歴
- 1989年 第41回国立演芸場花形演芸会 金賞
- 2003年 第58回文化庁芸術祭 新人賞受賞

## 出演

### テレビ
- 冗談画報（フジテレビ、1986年11月27日）
- タモリのSUPERボキャブラ天国（フジテレビ）
  - ボキャブラ発表会 ザ・ヒットパレードに出演、キャッチコピーは「上野発暴走ダンプカー」。
- 爆笑オンエアバトル（NHK総合）戦績0勝1敗、最高152KB
- 笑点（日本テレビ）
- 初詣!爆笑ヒットパレード（フジテレビ）

### テレビドラマ
- さよなら李香蘭（フジテレビ、1989年12月21日・22日）

### ラジオ
- 内海ゆたおの夜はドッカーン!（ニッポン放送、ゆたおのみ）
- 伊集院光の怪電波発信基地（セント・ギガ、ゆたおのみ）
- 伊集院光の放課後の王様（セント・ギガ、ゆたおのみ）

### 映画
- 落語物語（2011年、林家しん平監督、ゆたか＝協会事務局長役、かずお＝本人役）
- 二つ目物語（2022年、林家しん平監督、クロスロード）-　ゆたか＝協会事務局長 役 [3]